# Chanteloup (Ille i Vilaine)
Chanteloup (en bretó Kantlou) és un municipi francès, situat a la regió de Bretanya, al departament d'Ille i Vilaine. L'any 2006 tenia 1.438 habitants.

## Demografia
| 1962                                       | 1968 | 1975 | 1982 | 1990 | 1999  |
| ------------------------------------------ | ---- | ---- | ---- | ---- | ----- |
| 760                                        | 772  | 823  | 939  | 943  | 1.109 |
| Des de 1962: població sense dobles comptes |      |      |      |      |       |

## Administració
| Període   | Identitat        | Partit |
| --------- | ---------------- | ------ |
| 2001-2008 | Rémi Bignon      |        |
| 2008-     | Patrick Thélohan |        |